# Cantón de Monestiés
El cantón de Monestiés era una división administrativa francesa, que estaba situada en el departamento de Tarn y la región de Mediodía-Pirineos.

## Composición
El cantón estaba formado por nueve comunas:
- Combefa
- Laparrouquial
- Le Ségur
- Monestiés
- Montirat
- Saint-Christophe
- Salles
- Trévien
- Virac

## Supresión del cantón de Monestiès
En aplicación del Decreto nº 2014-170 de 17 de febrero de 2014, el cantón de Monestiés fue suprimido el 22 de marzo de 2015 y sus 9 comunas pasaron a formar parte del nuevo cantón de Carmaux-2 Valle del Cérou.